# Scipopus nigripennis
Scipopus nigripennis är en tvåvingeart som beskrevs av Friedrich Georg Hendel 1922. Scipopus nigripennis ingår i släktet Scipopus och familjen skridflugor. Inga underarter finns listade i Catalogue of Life.